# Marcia Keith
Marcia Anna Keith, född 1859, död 1950, var fysiker, fysiklärare för kvinnor och aktiv medlem i American Physical Society från det grundades 1899. 

## Biografi
Marcia Keith föddes i Brockton i Massachusetts den 10 september 1859 till föräldrarna Mary Ann (född Gary) och Arza Keith (gift den 25 april 1854). Hon studerade vid Mount Holyoke College och avlade kandidatexamen 1892. Hon studerade vid Worcester Polytechnic Institute 1887 och 1889, och gick till universitetet i Berlin från 1897 till 1898. På sommaren 1901 deltog Keith vid University of Chicago.

## Undervisningskarriär
Från 1876 till 1879 undervisade Keith inom det offentliga skolsystemet i Massachusetts. Fyra år senare, 1883, började hon arbeta som lärare vid Michigan Seminary, i Kalamazoo fram till 1885. Från 1885 undervisade Keith i matematik på Mount Holyoke och blev sedan den första heltidsläraren på fysikinstitutionen där. Från 1889 till 1903 var Keith avdelningschef för institutionen. År 1904 undervisade Keith på Norton. Hon undervisade vid Lake Erie College i Painesville, Ohio, från 1905 till 1906.

## Forskning
Keith studerade fysiken för värmeöverföring i gaser vid låga temperaturer. 

## Icke-akademisk karriär
Från 1906 till 1908 arbetade Keith åt Herbert C. Keith Company i New York City som konsulterande ingenjör.

## American Physical Society
Keith var en aktiva medlem i American Physical Society, och bidrog till att etablera gruppen 1899. Keith och Isabelle Stone var de enda två kvinnorna som deltog i gruppens grundande. 

## Familj
Marcia Anna hade fyra systrar, Lucy Keith, Mary Helen Keith, Sarah Emma Keith och Cora Frances Keith, och en brorsdotter, Mary Keith Warren. 